# El Quisco
El Quisco es una comuna del litoral central de Chile en la provincia de San Antonio, Región de Valparaíso. La comuna pertenece al Litoral de las Artes y los Poetas, espacio cultural que se forja por los poetas chilenos Pablo Neruda, Vicente Huidobro y Nicanor Parra. Limita al norte con Algarrobo, al este con Casablanca, al sur con El Tabo y al oeste con el océano Pacífico.

## Toponimia
Su nombre viene del quisco (Echinopsis chiloensis), una especie fanerógama perteneciente a la familia de las cactáceas, nombre que a su vez proviene de la palabra quechua khishka, "espina".

## Historia

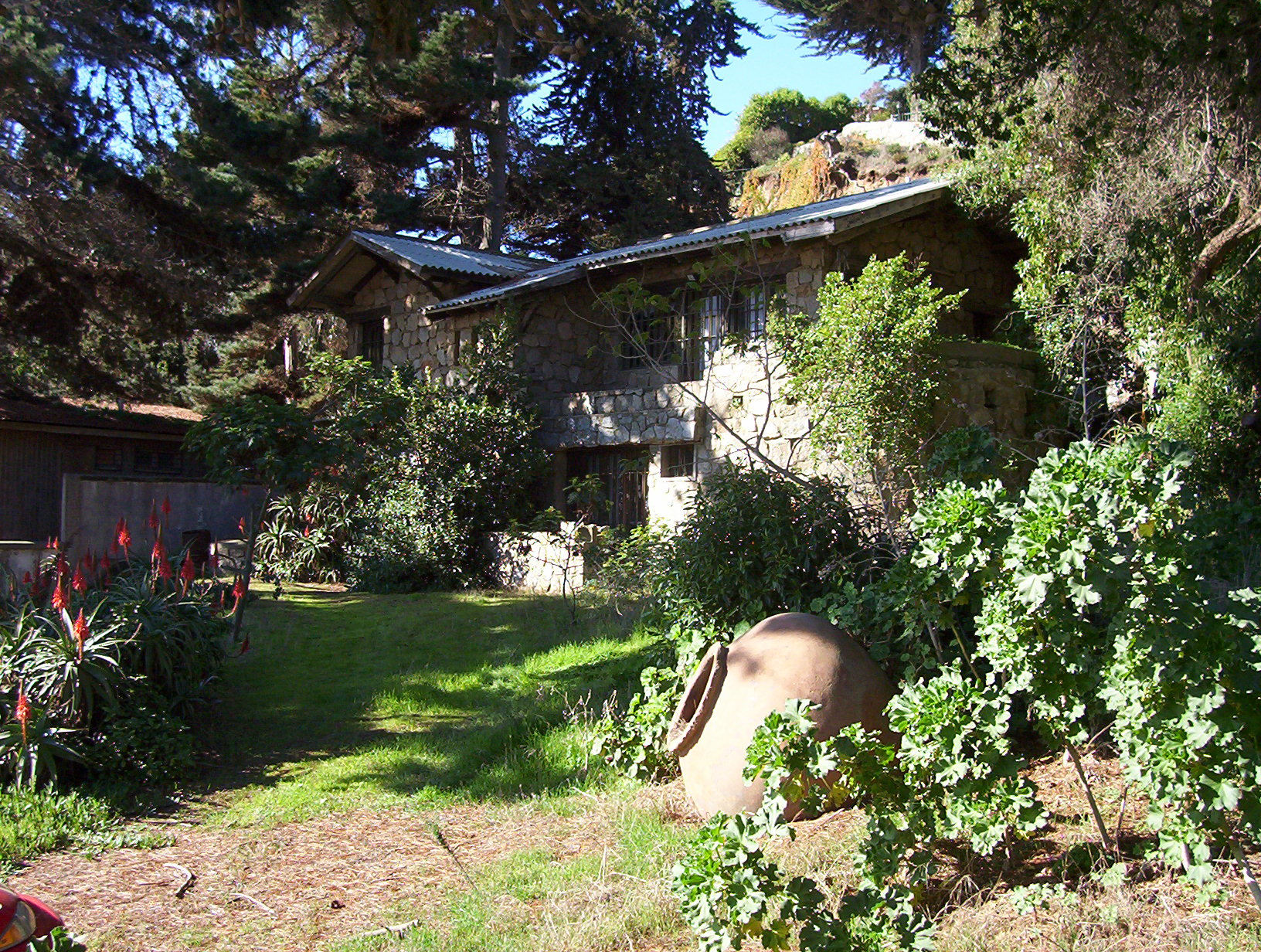
Casa de Isidoro Dubournais en el centro de la bahía. Un edificio clásico del Quisco.

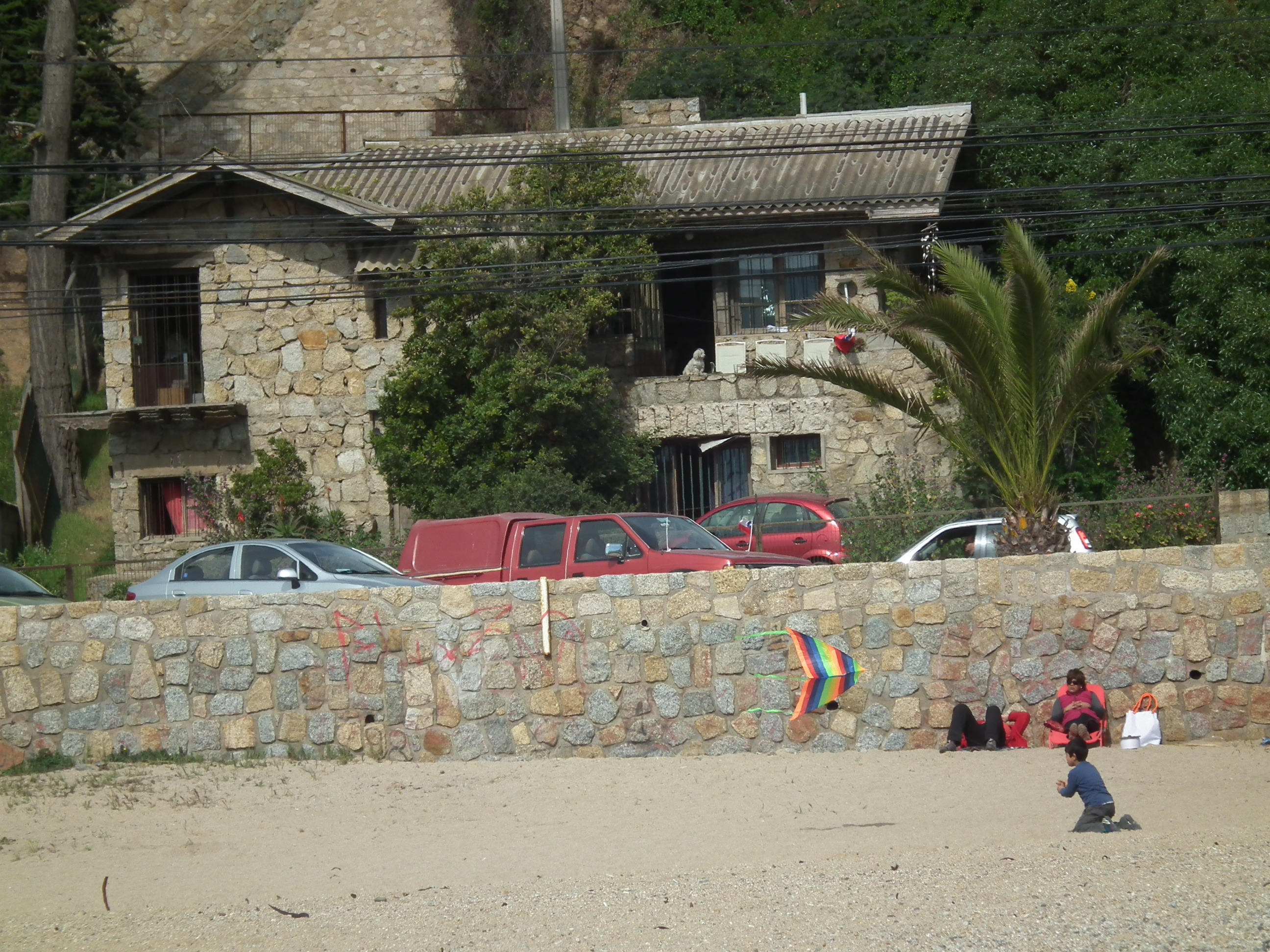
La Casa Dubournais desde la playa de El Quisco.

El Quisco ha tenido un desarrollo mayor en el siglo XX fundamentalmente como sitio de recreación y de residencia de importantes figuras chilenas de las artes, y de la cultura, pero pocos conocen su pasado. Las primeras ocupaciones humanas probablemente están en relación con el fin de la última glaciación, hace 11 000 años. La línea de costa estaba aproximadamente 100 metros más abajo, así que, de existir asentamientos humanos, estarían ocultos bajo el mar. Desde el siglo VII a. C. han existido culturas en la zona como la Cultura Bato, Llolleo, o Aconcagua.
El primer europeo en la zona fue Gómez de Alvarado y Contreras, siguiendo los caminos del Inca, en especial el costero entre los mitimaes de Quillota y Talagante. De ahí siguió por la Cordillera de la Costa. En la zona de Lagunillas bajó por el Estero de Córdoba hasta el Mar (Isla Negra), en donde siguió la costa hasta la zona del actual Algarrobo y El Quisco. En este balneario surgió la leyenda de El Pie de la Princesa. Después visitó la zona Ginés de Lillo. Desde 1578, junto con la vecina Algarrobo y el Canelo fueron lugar de escondite de piratas como los ingleses Francis Drake, Thomas Cavendish, Richard Hawkins, Neils Fred y Holandeses como Oliver Van Noort y Joris van Spielbergen. Francis Drake habría estado con su galeon Golden Hind en su bahía, en diciembre de 1578. Viajó con dos japoneses, que se conocen solo por sus nombres cristianos, Cristhoper y Cosmas quienes fueron los primeros japoneses en casi circumnavegar el globo terráqueo.

Quisco (Caleta del).-—Situada en la costa del departamento de Casa Blanca á cuatro kilómetros al S. del puerto de Algarrobo. La resguarda una punta roqueña un tanto alta y saliente al mar contra los vientos del sur.
 Diccionario geográfico de la República de Chile, página 633 Francisco Solano Asta-Buruaga y Cienfuegos, 1867

Entre las personalidades de servicio público que llevaron adelante la idea de transformar a la Junta de Vecinos de El Quisco, dependiente de la I. Municipalidad de Algarrobo, en comuna "El Quisco" se puede destacar el nombre de Isidoro Dubournais, regidor de la Municipalidad de Algarrobo y presidente de la Junta de Vecinos de El Quisco. De allí que la avenida principal que estructura la red vial de la comuna lleva hoy su nombre, como homenaje a su gestión de servicio y desarrollo por la comuna.
La comuna de El Quisco se constituye como tal el 30 de agosto de 1956 bajo la presidencia de Carlos Ibáñez del Campo bajo Decreto Ley N.º 12110.
Después de ser creada la comuna muchas familias migraron haciendo de este lugar su lugar preferido de veraneo. Después del golpe de Estado de 1973 empiezan a llegar colonias militares, instalándose en sitios como el antiguo Hotel Italia.

### Terremoto de 1985
El terremoto de 1985 fue un sismo registrado el domingo 3 de marzo de 1985 a las 19:47 hora local (22:47 UTC). Su epicentro se localizó en la costa central de la Región de Valparaíso, Chile, cercanas a la localidad de Laguna Verde, a unos cuantos kilómetros al sur de Valparaíso, y tuvo una magnitud de 7.8 MW y de 7,8 MS. Se produjo como parte de la sismicidad normal de la zona de subducción Chilena, como un sismo generado por falla inversa interplaca, en el contacto de Nazca con Sudamérica. El terremoto elevó la playa y el fondo marino en el Centro de Chile,, lo que probablemente disminuye la densidad de la población de Locos en la zona intermareal. Los efectos en la zona sub-mareal parecía ser menos pronunciados.

## Geografía

### Geomorfología
La comuna de El Quisco se encuentra emplazada en la unidad geomorfológica de Planicie marina o fluviomarina; estando la bahía formada por la confluencia de dos esteros costinos como son el estero El Bato (del mapudungún: Vathu ‘(Typha angustifolia) un tipo de totora de pantano’) y el estero Pinomar. Pinomar (entre pinos y el mar), proviene de un vocablo español que describe a una playa del mismo nombre, Playa Pinomar situada en Marbella, Málaga. Junto con Costa Bella y El Alicate, configura una zona de playas de casi 2 km con un grado de ocupación medio.

### Hidrografía
Esta comuna se halla en la cuenca hidrográfica de Costeras entre el río Aconcagua y río Maipo. Además, la comuna posee diversos cuerpos de agua, entre los que se destacan la quebrada El Batro y la quebarada Pino Mar.

#### Playas
Dentro de la comuna se pueden encontrar las siguientes playas:
- Los Clarines (cercana a la comuna de Algarrobo);
- El Batro (es una gran poza entre las rocas, localizada en la barra de desagüe del estero El Batro);
- Los Corsarios (playa principal ubicada en pleno centro de El Quisco);
- Hanga Roa (peligrosa debido a sus aguas turbulentas con inesperadas mareas);
- Las Conchitas (roqueríos con hallazgos arqueológicos de culturas antiguas como El Bato y Llolleo;
- La poza azul;
- Punta de Tralca (muy concurrida en época estival y la segunda playa más grande de El Quisco);
- Playa del Poeta (ubicada en Isla Negra frente a la casa del poeta Pablo Neruda);
- y la playa Las Ágatas en Isla Negra (cercana a la comuna de El Tabo).[9]

### Clima
El Quisco presenta según la clasificación climática de Köppen clima mediterráneo de lluvia invernal e influencia costera (Csb (i)) con veranos secos y tibios e inviernos húmedos y agradables con una temperatura media anual de 14,5 °C influenciado por la Corriente de Humboldt la cual modera las temperaturas en verano e invierno, haciendo que la Amplitud térmica anual sea atenuada. En julio, que es el mes más frío, la temperatura media es de 11,6 °C, mientras que en el verano asciende a unos 18 °C aproximadamente. Las temperaturas muy raras veces sobrepasan los 30 °C aunque en la ciudad se han registrado hasta 36 °C. Cabe destacar también la ausencia de heladas. Las precipitaciones se concentran en otoño e invierno, siendo el mes más lluvioso julio (112 mm); el total anual promedio de precipitaciones es de 372mm.
| Parámetros climáticos promedio de El Quisco | Parámetros climáticos promedio de El Quisco | Parámetros climáticos promedio de El Quisco | Parámetros climáticos promedio de El Quisco | Parámetros climáticos promedio de El Quisco | Parámetros climáticos promedio de El Quisco | Parámetros climáticos promedio de El Quisco | Parámetros climáticos promedio de El Quisco | Parámetros climáticos promedio de El Quisco | Parámetros climáticos promedio de El Quisco | Parámetros climáticos promedio de El Quisco | Parámetros climáticos promedio de El Quisco | Parámetros climáticos promedio de El Quisco | Parámetros climáticos promedio de El Quisco |
| Mes                                         | Ene.                                        | Feb.                                        | Mar.                                        | Abr.                                        | May.                                        | Jun.                                        | Jul.                                        | Ago.                                        | Sep.                                        | Oct.                                        | Nov.                                        | Dic.                                        | Anual                                       |
| ------------------------------------------- | ------------------------------------------- | ------------------------------------------- | ------------------------------------------- | ------------------------------------------- | ------------------------------------------- | ------------------------------------------- | ------------------------------------------- | ------------------------------------------- | ------------------------------------------- | ------------------------------------------- | ------------------------------------------- | ------------------------------------------- | ------------------------------------------- |
| Temp. máx. media (°C)                       | 22.8                                        | 22.5                                        | 21.4                                        | 19.3                                        | 17.1                                        | 15.4                                        | 14.8                                        | 15.5                                        | 17.2                                        | 19.0                                        | 20.7                                        | 21.9                                        | 19                                          |
| Temp. mín. media (°C)                       | 14.3                                        | 14.2                                        | 12.9                                        | 11.6                                        | 10.1                                        | 8.8                                         | 7.9                                         | 8.6                                         | 9.7                                         | 10.8                                        | 12.2                                        | 13.3                                        | 12                                          |
| Fuente: MSN 2008                            |                                             |                                             |                                             |                                             |                                             |                                             |                                             |                                             |                                             |                                             |                                             |                                             |                                             |

## Componentes bióticos

### Ecosistemas

Trazado simplificado de los ecosistemas y cuerpos de agua presentes en la comuna de El Quisco.

Dentro del territorio de la comuna se puede encontrar el siguiente ecosistema:
- Bosque esclerófilo mediterráneo costero donde predominan Lithrea caustica y Cryptocarya alba (Casi amenazado)

### Flora y fauna

#### Algas en la bahía
Son fundamentalmente del tipo Macrocystis sp.. Hay una distribución geográfica de Macrocystis continúa a lo largo de la costa templada del océano Pacífico de Sudamérica, desde Perú central hasta el cabo de Hornos. Sin embargo, la presencia de bosques de Macrocystis se restringe principalmente a lugares relativamente resguardados del oleaje, situación ecológica que no es lo más frecuente a lo largo de la costa chilena entre Arica y Chiloé, pero está dada en la bahía de El Quisco. En la bahía se dan dos grandes bosques de Macrocystis aproximadamente a 10 m del rompeolas.
Otras especies que se encuentran son Lessonia nigrescens. 
Hay al menos dos poblaciones de esta alga, marcado por la diferencia en contenido fenólico. Hay una población submareal con contenido de fenoles más alto y una población en la zona intermareal con un contenido de fenoles más ligero. La diferencia en el contenido fenólico puede ser explicada por la presión de selección herbívora debido al caracol de mar Tegula tridentata.

#### Flora
La mayor parte está cubierto de pino radiata (Pinus radiata), plantado por los agricultores de la zona para obtener madera. Los elementos de flora autóctona se vieron acorralados a las quebradas y a lugares en los que no se plantaron coníferas.
- jarilla de Chile: escasamente conocida, endémica de Chile
- Lirio de Arena: vulnerable al nivel nacional.
- Violeta: en peligro de extinción al nivel nacional.
- Huillipatagua: escasamente conocida, endémica de Chile
- Quisco: vulnerable al nivel regional.
- Huille: vulnerable a nivel nacional
- Petrillo: escasamente conocida, endémica de Chile
- var litoralis (Quisquito): vulnerable al nivel regional.
- Palo colorado: vulnerable al nivel nacional
- Chagual: vulnerable al nivel nacional.
- Huilmo azul: escasamente conocida, endémica de Chile
- Algarrobo
- Arrayán o Chequen
- Belloto del sur
- Boldo
- Canelo[18]
- Chagual
- Lingue
- Litre[nota 2]
- Maitén[nota 3]
- Patagua o patahua
- Peumo
- Molle, falso pimiento o pimiento
- Quillay
- Vautro

#### Fauna
El ecotono las quebradas del Quisco es importante de conservar por la presencia de varias aves que viven y nidifican entre los juncos como el trile, pájaro de siete colores; los huairavos, las taguas y las hualas. También se pueden observar las garzas, como la grande y la chica. Lo mismo que por los anfibios presentes como la rana chilena, el vulnerable sapito de cuatro ojos y el sapo de rulo (todas vulnerables).
Llega también al humedal la becasina Gallinago paraguaiae, clasificada como vulnerable: en 19 humedales de la región mediterránea, prospectados durante 10 estaciones (1993 – 1998), sólo ha sido avistada en 6 de ellos y su abundancia total estacional no llega a tres individuos por estación.
Se ven asimismo aves migratorias como el Playero de Bird, la gaviota de Franklin, el zarapito (Chile cumple aquí con los compromisos internacionales relativos a la conservación de la biodiversidad, tales como la Convención relativa a los Humedales de Importancia Específicamente como Hábitat de Aves Acuáticas.
Las aves asociadas directamente al humedal son 17 especies, más dos especies observadas por L. Iturriaga: la garza cuca y el chorlito de collar.
También habitan allí varias especies de vertebrados terrestres que se encuentran en categoría de conservación como la culebra de cola larga y el lagarto gritón (ambos, vulnerables), la torcaza, en peligro de extinción; lo mismo que mamíferos: la yaca, rara, el cururo, en peligro de extinción, el zorro culpeo y la laucha de pelo largo (ambas especies inadecuadamente conocidas), o el Octodon lunatus (degú luna o costino), vulnerable.[cita requerida]
El chungungo se encuentra también catalogada como vulnerable y respecto de ella se ha solicitado un estudio urgente para determinar el estado actual de sus poblaciones, ya que esta especie se sigue cazando por el valor de su piel. Por esta razón, es de suma importancia proteger ambientes que puedan ser frecuentados por él. La abundancia del chungungo, puede utilizar playas y desembocaduras de río, estaría inversamente relacionada con la actividad humana, por lo que sería de suma importancia para la población que habita en Tunquén crear un área protegida en sus costas. Hay al menos dos familias de Chungungos en la bahía.[cita requerida]
La Tegula tridentata es un molusco gastrópodo que existe en la playa en forma abundante. Regula el crecimiento de huiros.

### Medidas de protección ambiental y conflictos socioambientales
Hasta 2022, la comuna de El Quisco cuenta con las siguientes zonas que cuentan con algún nivel de protección ambiental:
- Eladio Sobrino (Iniciativa de Conservación Privada)[24]
- Quebrada de Córdoba (Sitios ERB)[25]
- Santuario de la Naturaleza Quebrada de Córdova (Santuario de la Naturaleza)[26]

## Demografía
En 1964, había 2217 habitantes en todo el municipio. De acuerdo al censo de 1999 tenía 9467 habitantes y en el censo de 2008, 15 829 habitantes De acuerdo al censo de 2017, la población de la comuna asciende a 18 334 habitantes. En cuanto a la distribución por género en la comuna, el 50.69% de la población es femenina y el 49.31% es masculina, cifras que son ligeramente distintas a los porcentajes nacionales, donde el 50.11% de la población es femenina y el 49.89% es masculina.

### Indicadores sociales
La pobreza en Chile se define a partir de una canasta básica de alimentos, cuyo valor se actualiza según la evolución de los precios. Con ese valor se definen la línea de indigencia y la línea de pobreza ($ 32 067 y $ 64 134, respectivamente para CASEN 2009). Así definida, la pobreza disminuyó sostenidamente en las dos últimas décadas, desde un 38,6 % en 1990 a un 13,7% en 2006, verificándose una mayor incidencia de pobreza en hogares con jefatura femenina que con jefatura masculina.[cita requerida]

### Percepción de problemas de la mujer
Los problemas de las mujeres son diferentes de los hombres. No tienen ninguna relación con el medio ambiente, abordan su propia situación, principalmente como amas de casa o encargados de la casa- dueñas de casa. El principal problema sugerido por las mujeres es la falta de oportunidades de empleo estable y la escasez de medios económicos con los que complementan la economía del hogar. Explicaron que la falta de puestos de trabajo estaba relacionado con la falta de iniciativas privadas, en lugar de con las iniciativas del Gobierno, si bien, una vez dicho esto, las expectativas se colocaron a los políticos locales y el Estado, cuando identificaron las causas del problema. Como causa, se identificó la falta de una conciencia de género y una estrategia específica de género entre los políticos locales. También señalaron que la zona no atrae capital, es decir, que la inversión en infraestructura turística es baja.

### Localidades
El Quisco tiene cuatro localidades bien diferenciadas, tanto geográfica como culturalmente: El Quisco, Punta de Tralca, Isla Negra y El Totoral.

## Administración

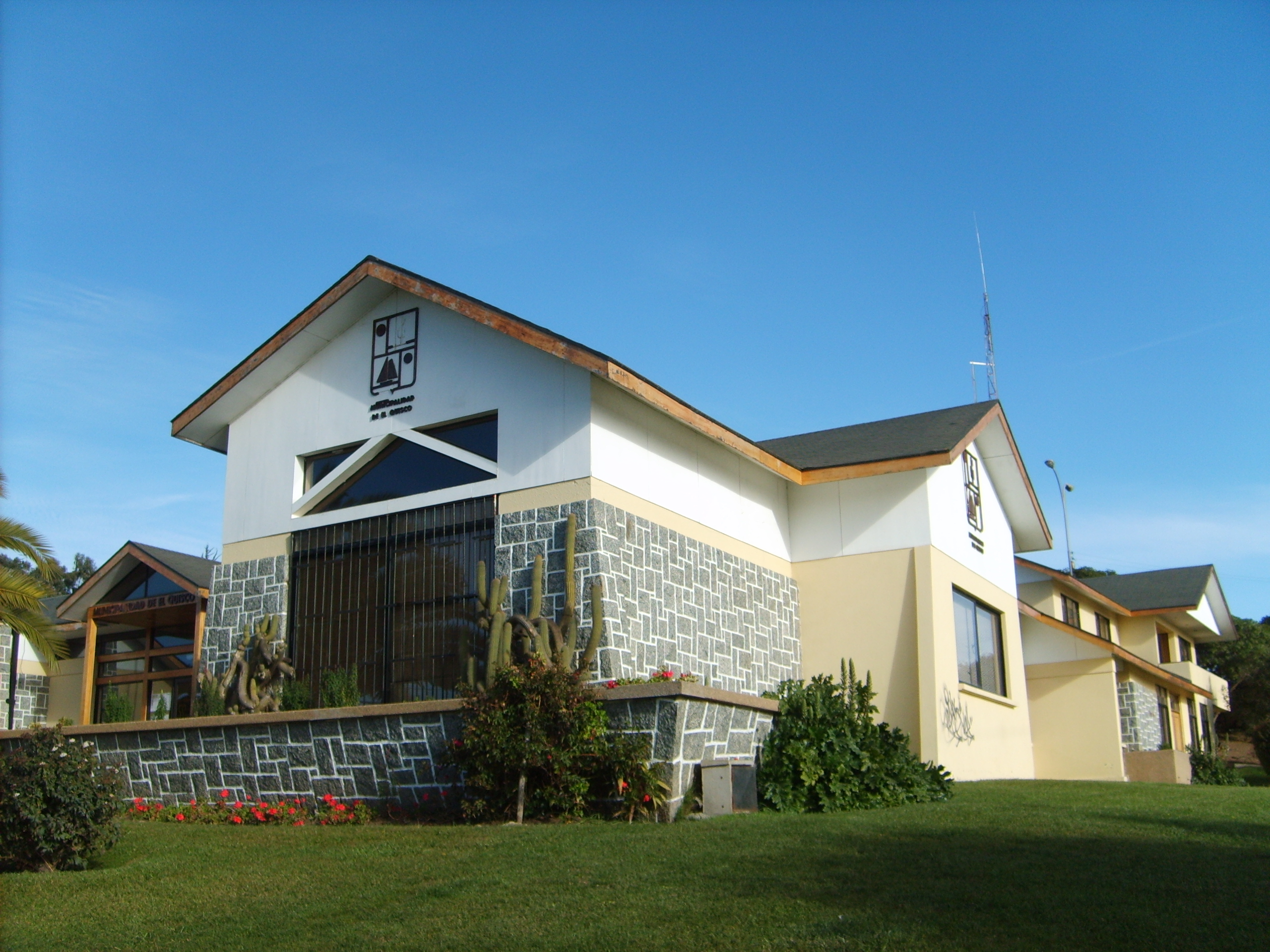
Ilustre Municipalidad de El Quisco.

### Municipalidad
La Ilustre Municipalidad de El Quisco es dirigida para el periodo 2024-2028 por el alcalde José Antonio Jofré Bustos, independiente, el cual es asesorado por los concejales:
- Karime Claudia Chamal Ormeño (RN)
- Luis Alfredo Álvarez Bianchi (Ind.UDI)
- Marcia Iturra Miranda (Ind. PS)
- Sandra Sánchez Flores (Ind.PR)
- Guillermo Hernan Romo Díaz(PC)
- Alexis Esteban Muñoz Diaz (FA)

### Representación parlamentaria
El Quisco integra junto con las comunas de San Antonio, Santo Domingo, El Tabo, Cartagena, Algarrobo, y Casablanca el distrito electoral N.º 15 y pertenece a la 6.ª circunscripción senatorial (Valparaíso Costa).
La comuna es representada en la Cámara de Diputados del Congreso Nacional por los diputados Luis Sánchez Ossa del Partido Republicano,  Hotuiti Teao Drago y Andrés Celis Montt de la coalición Chile Vamos; Tomás Lagomarsino Guzmán y Tomás de Rementería Venegas del pacto Socialismo Democrático; Luis Cuello Peña y Lillo del Partido Comunista; y Camila Rojas Valderrama y Jorge Brito Hasbún del Frente Amplio. A su vez, es representada en el Senado por los senadores Francisco Chahuán Chahuán de RN, Ricardo Lagos Weber, del PPD, Isabel Allende Bussi del PS, Juan Ignacio Latorre Riveros de Revolución Democrática y Kenneth Pugh Olavarría, independiente pro RN.

## Economía

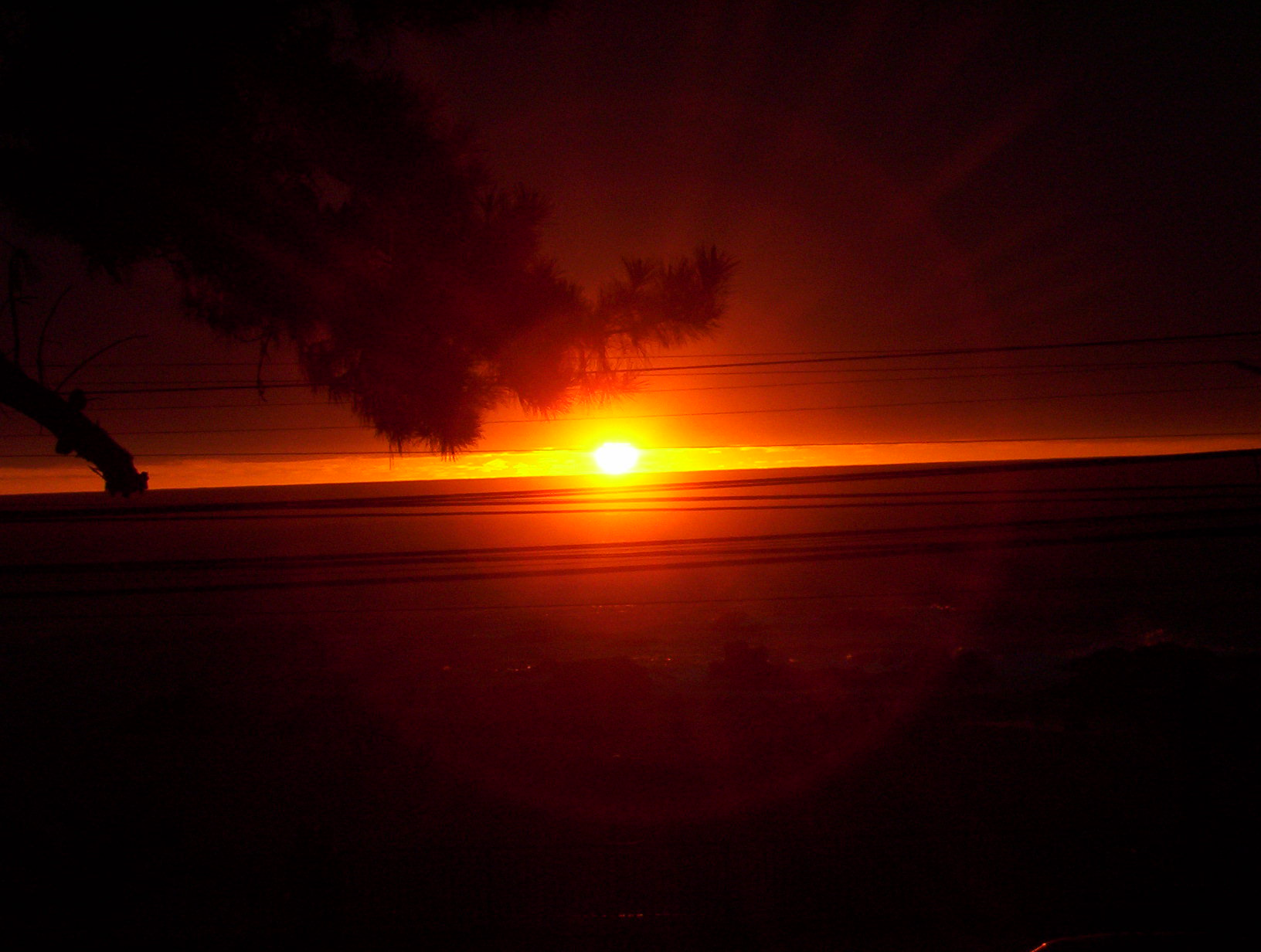
Puesta de sol en la bahía de El Quisco.

En 2018, la cantidad de empresas registradas en El Quisco fue de 284. El Índice de Complejidad Económica (ECI) en el mismo año fue de -0,1, mientras que las actividades económicas con mayor índice de Ventaja Comparativa Revelada (RCA) fueron Actividades de Organizaciones Religiosas (570,73), Centros de Madres, Unidades Vecinales y Comunales (71,54) y Venta al por Menor de Artículos de Ferretería y Materiales de Construcción (37,14).

### Turismo
La zona se caracteriza por ser un destino preferido turístico de la zona central de Chile. Sus ventajas son la corta distancia a la que se encuentra de Santiago de Chile, capital del país. Cuenta con muchas residenciales y hoteles para habitación, además de muchos restaurantes y paradores en los que se puede disfrutar de la comida típica chilena. Se practican deportes marinos, en especial náuticos o natación.

## Servicios públicos

### Salud
El sistema de salud de la zona está representado preferencialmente por el sistema público de Salud, con un Consultorio. En la época estival, en la que aumenta mucho la población flotante se agregan muchos consultorios privados. Ha tenido problemas de gestión en los últimos años.

### Bomberos de El Quisco
Hacia finales de 1956 El Quisco administrativamente ya no depende de Algarrobo y las organizaciones civiles comienzan a trabajar para su naciente comuna, es así que el 25 de agosto de 1957 se funda la Primera Compañía de Bomberos de El Quisco, iniciativa de un grupo de vecinos que buscan contar con la oportuna reacción de un grupo profesional ante las emergencias venideras. El Cuerpo de Bomberos de El Quisco ha visto pasar por su historia, muchos hitos, incluso algunos de relevancia nacional como el Caso Rocha.

## Lugares de interés

### Muelle

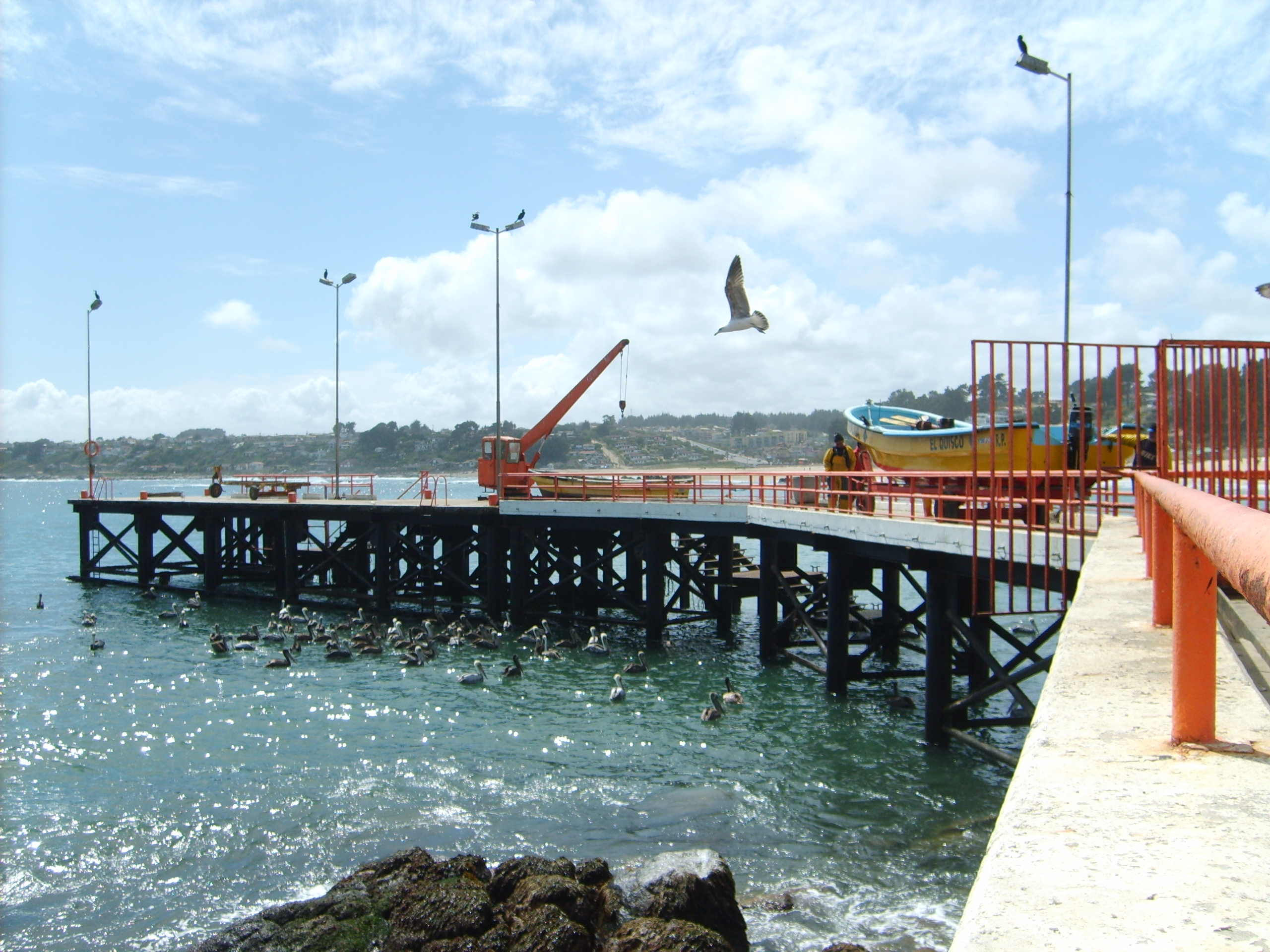
Muelle, inaugurado en 1997.

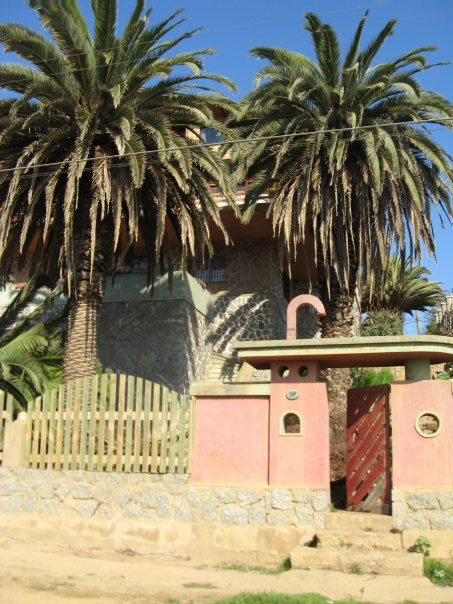
Casa Gondeck en 2008

En febrero de 1998, el Ministro de Obras Públicas, Ricardo Lagos, que más tarde sería presidente de la República (2000-2006), abrió el nuevo muelle. El área cubre 1000 metros cuadrados con una cabeza de 26 metros de largo, 7 metros de ancho y 3 metros de profundidad Aunque no todas las instalaciones proyectadas se materializaron, el saldo positivo esta vez fue a favor de los pescadores que salió fortalecido de esta lucha, asegurando su derecho al paisaje físico de la caleta.

### Arquitectura patrimonial
Hay varias construcciones de piedra construidas en la primera mitad del siglo XX como la Casa Gondeck, la Casa Dubournais o la Casa De Tezanos-Pinto. Otra muestra de arquitectura importante es la Casa de Sergio May Colvin, (hijo de Marta Colvin) situada al lado de la Casa Gondeck.

### Monolito de San Pedro
Además del muelle, que también se había dado cuenta de un viejo sueño. Un monolito en el que está coronado por una estatua del Patrono de los pescadores, San Pedro. En la parte del monolito que da al mar se encuentra en un barco típico. Detrás de San Pedro, los nombres de los pescadores que han perdido sus vidas en el mar están grabados.
Este monolito reemplazo un antiguo monolito destruido por las tormentas y las marejadas, en el que el Club de Yates celebraba su primera embarcación, el "velero Samoa".

### Caleta de pescadores

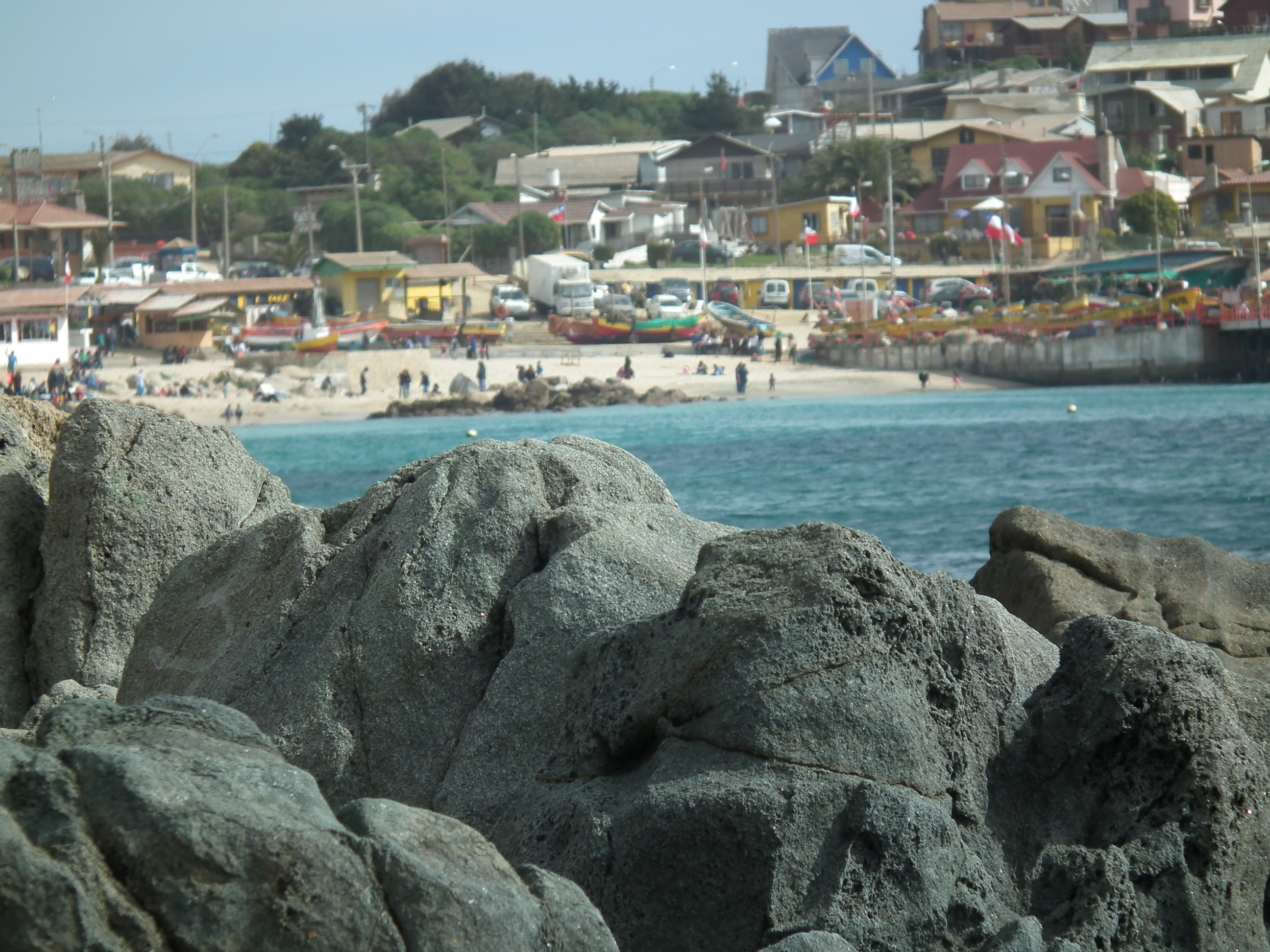
Caleta de pescadores de El Quisco.

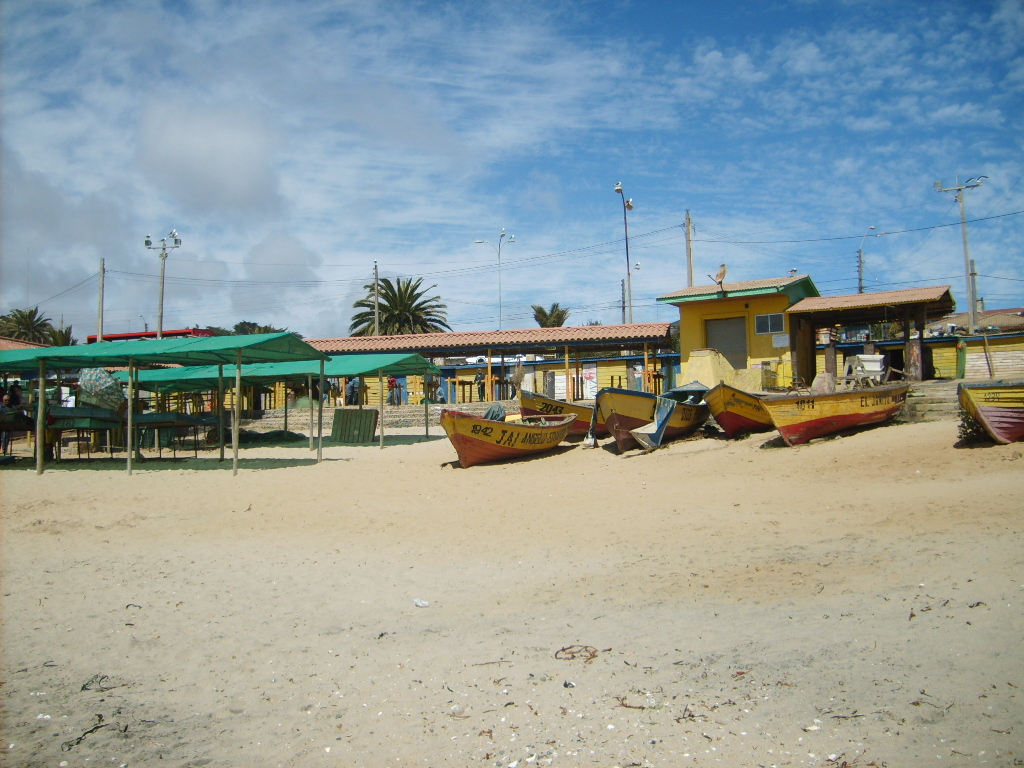
Caleta de Pescadores Artesanales de El Quisco.

Esta localidad se nucleó en una caleta de pescadores de larga data, cuyos orígenes se pierden en el tiempo, probablablemente prehispánicos. Ya el Visitador de tierras Ginés de Lillo describió pescadores provenientes del Pago de Pico en esta zona. Eran promaucaes o picunches.
La presencia actual de pescadores sin embargo no tiene gran duración. En 1940 sólo había dos pescadores. Según otra fuente, había seis pescadores en 1935. El número de pescadores creció lentamente y en 1952 había ocho buzos independientes. Los pescadores construyeron su lugar de vida cerca de la caleta y la captura se utilizó tanto para el consumo doméstico y venta. Se pesca principalmente Locos y erizos de mar. En 1953, el primer barco motorizado apareció, un Penta 8 HP En 1955, el número de pescadores aumentaó a entre 15 y 20 y el número de embarcaciones artesanales a 10. En 1997, había 36 embarcaciones de las cuales siete eran lanzamientos, que son más grandes y más modernos, así como, 20 embarcaciones artesanales.
A medida que el número de pescadores aumenta, el panorama social también cambió. La transición a un centro turístico de verano trajo nuevos actores con nuevos intereses, poder económico e influencia, y comenzó la lucha actual sobre el espacio físico de la caleta. A medida que los precios de los lotes de propiedad cerca del mar aumentaban, también aumentó la presión sobre los pescadores a abandonar los lugares donde habían construido sus viviendas modestas, lo que obligó a asentarse en lugares más distantes, una preocupación subrayada por hombres y mujeres en los mapas de la aldea. Este desplazamiento implica que las mujeres se disociaron de las actividades del mar y de las actividades de procesamiento de pescado.
La tierra donde vivían había sido prestado por un terrateniente, a quien más tarde comenzó a vender algunas de sus partes (el Sindicato de PEscadores tiene el nombre del propietario del terreno: Narciso Aguirre). El grupo que compró el lote para construir el club de yates trató de eliminar las actividades de pesca. Esto dio lugar a un conflicto sobre el espacio y posteriormente a la organización de los pescadores una Unión para defender sus derechos a la cala. Durante el Gobierno de la Unidad Popular, los problemas se calmaron ya que muchos de los miembros del Club de Yates se fueron del país, cediendo así la presión que efectuaban sobre los pescadores. En 1970, el centro social (restaurante) fue dado en concesión a una empresa privada, de un administrador externo. Para la concesión pagó en natura: Un barco con un huinche eléctrico.
La transformación de El Quisco - de un pueblo en un centro urbano - inicialmente una amenaza para los pescadores, paradójicamente, en última instancia, a favor de su lucha por el paisaje marino. Luego se ganó el derecho a mantener su identidad social como los pescadores, lo que les permitió continuar con sus actividades, lo que ahora nos conduce a la siguiente fase de la pesca de recursos bentónicos.

#### Extracción sustentable
Los pescadores, en conjunto se dieron cuenta de que el recurso loco estaba agotándose, por lo que decidieron autoimponerse cuotas de captura. Durante el primera prohibición auto-impuesta en 1988, los pescadores, en lugar de vender a los intermediarios, comenzaron a vender Locos directamente a las empresas exportadoras, a un precio de 930 pesos / unidad o 3,8 dólares estadounidenses, que en ese momento se consideró a ser muy buen precio. La situación de prohibición pronto cambió el escenario de la comercialización, no sólo para los pescadores sino también para los compradores. Las prohibiciones y la competencia de compradores alentó a ambas empresas exportadoras y los pescadores para fijar la comercialización de Locos por el establecimiento de relaciones directas de comercio. El procedimiento legal para obtener el sitio extractivo La Puntilla comenzó en 1991, que fue el mismo año en que la LPA fue promulgada.
En 1993, una primera cosecha se realizó después de cinco años de la prohibición autoimpuesta o no extracción de Locos de la Zona A (La Puntilla). Los locos fueron cosechadaos por los distintos grupos, siguiendo un enfoque tradicional de tres tripulantes por embarcación. Esta primera experiencia le dio una buena cosecha y buenos resultados económicos (ver Figura 7.7 ). En 1994, la Unión decidió no cosechar Locos por bajo el precio de mercado, en comparación con 930 pesos / unidad en 1988, o 3,8 dólares estadounidenses). En 1995, a nivel nacional las normas oficiales para el MAS en Chile se habían formalizado.

## Transporte

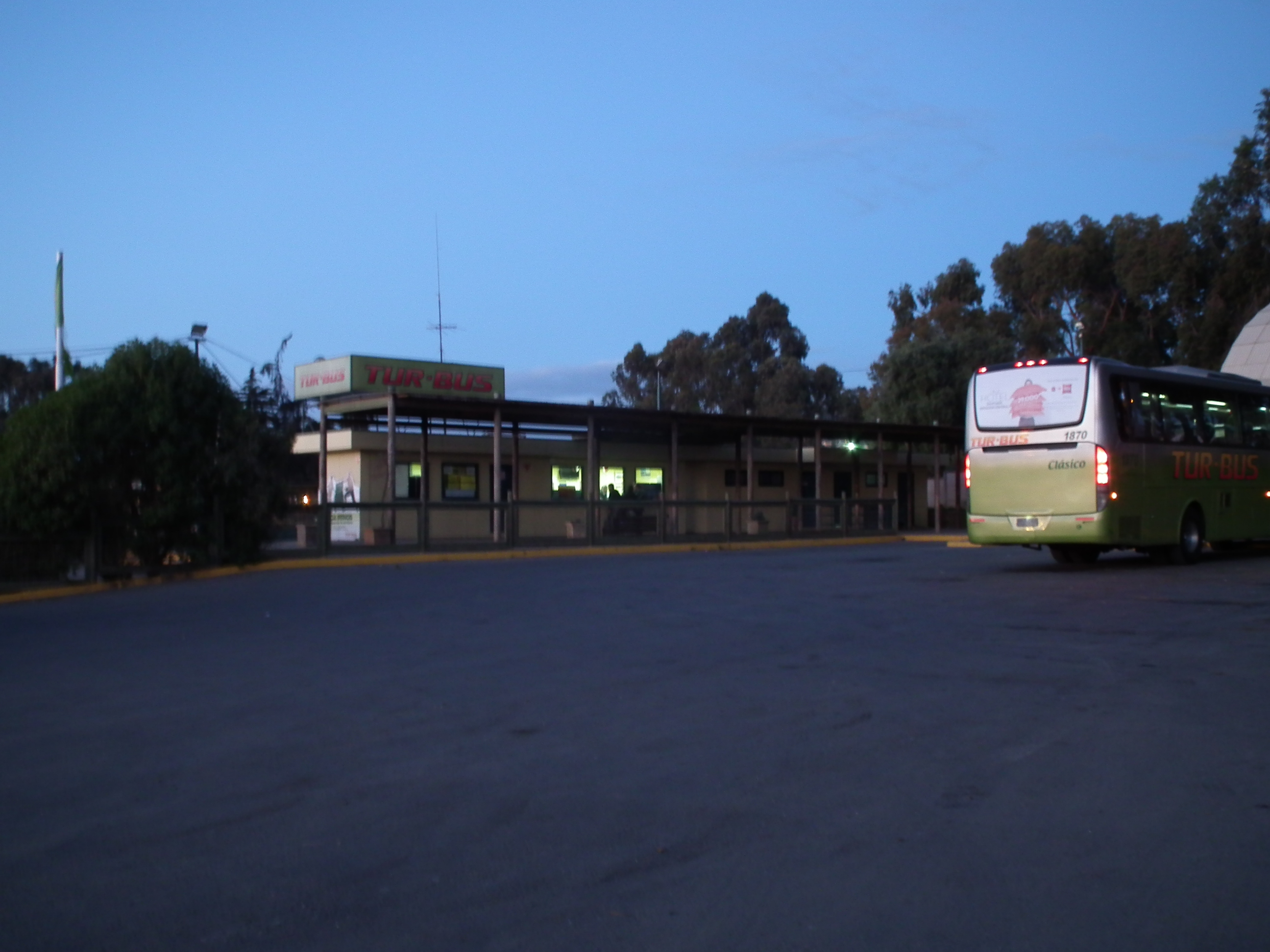
Terminal Rodoviario El Quisco.

La mayor parte de los buses interurbanos procedentes de Santiago de Chile, Valparaíso o San Antonio llegan a El Quisco en el terminal rodoviario Huallilemu. Dichos buses ocupan la Autopista del Pacífico o la Autopista del Sol.

## Medios de comunicación
En la localidad hay varias emisoras de telecomunicaciones, ya sea de radio o de televisión. Dentro de las primeras están emisoras como Radio Amiga 107.9 fm, la cual ha obtenido en los últimos años un crecimiento considerable gracias a sus auditores y gracias al alcance de su frecuencia, Esta emisora también se escuha por la señal en línea en Chile y El Mundo en www.fotogramaproducciones.cl. Radio Tú Música 95.7 de cobertura provincial y Radio Vacaciones FM 97.5 MHz. Incluso presenta señal en línea en Internet.
En determinados sectores y con debilidad de señal, se pueden recibir las repetidoras de tres de los canales principales nacionales, Televisión Nacional (frecuencia 5), Chilevision (frecuencia 9) y Canal 13 (frecuencia 13) cuyas antenas transmisoras se encuentran en la comuna vecina de Algarrobo.

#### Radioemisoras
FM
- 95.7 MHz - Radio Tu Música
- 97.5 MHz - Radio Vacaciones
- 103.1 MHz - Radio Sensación Costa
- 107.1 MHz - Radio Miel
- 107.9 MHz - Radio Vida Nueva

## Deportes

### Fútbol
6 clubes (El Quisco Sur, El Totoral, Isla Negra, Manuel Rodríguez, Marítimo y Municipal) de fútbol amateur de El Quisco participan en la Asociación de Fútbol de Algarrobo. Los clubes mencionados anteriormente fueron parte de la actualmente disuelta Asociación de Fútbol de El Quisco.

#### Estadio municipal
La comuna cuenta con las dependencias del estadio municipal Eugenio Castro González, en el cual hace de local el Club Marítimo (el más antiguo de la comuna fundado en 1938) y que también lo ha utilizado el CSyD San Antonio Unido, actualmente ascendido a la segunda división profesional.

### Club de yates El Quisco

Logo de Club de Yates El Quisco

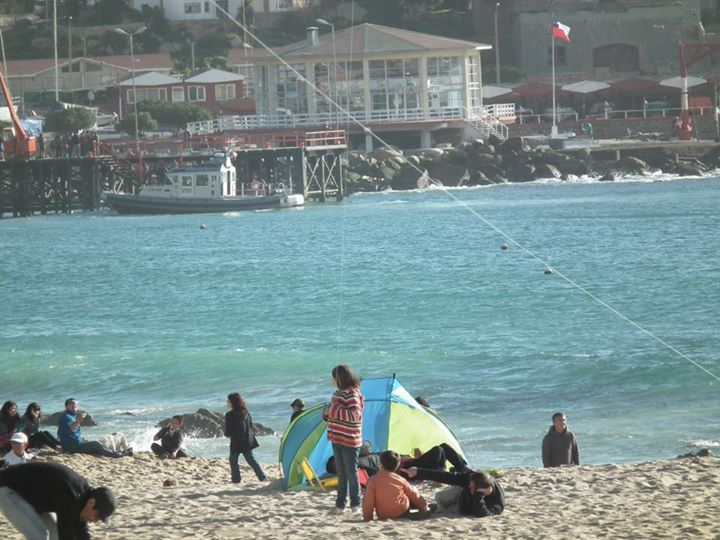
Una patrullera Clase Defender atracando en el muelle de Caleta de Pescadores. Atrás Club de yates El Quisco

El Club de yates se ideó por iniciativa de Alfonso Gondeck, con una reunión en su casa el 19 de marzo de 1949 a las 15:00 para desarrollar labores deportivas marítimas que incluían la pesca y el velerismo además de embarcaciones de motor. Después de un largo cambio de opiniones y teniendo presente lo dispuesto en el Código Civil, en el reglamento N.º 677, publicado el 24 de abril de 1947 por el Ministerio de Defensa Nacional sobre organización de Clubes de Yates, y lo preceptuado en el reglamento de personalidades Jurídicas, se acordó formar una Corporación denominada “Club de Yates El Quisco” la que se regiría por los Estatutos que fueron discutidos y que merecieron la aprobación de los asistentes a dicha Reunión. Su devenir se relaciona con actividades náuticas y actividades sociales. Dentro de las primeras están las actividades de Vela menor, veleros costeros, moto náutica, lanchas a motor, pesca y buceo. Tiene una concesión marítima costera.

## Habitantes ilustres
- Pablo Neruda, poeta y ganador del Premio Nobel de Literatura.[46] Compuso la Oda al Caldillo de Congrio en el restaurante Chez Camilo de El Quisco.
- Violeta Parra, folclorista.[47] Pasó largas temporadas en la Isla Negra, donde creó algunas de sus obras famosas como "El Rin del Angelito".
- Isidoro Dubournais, empresario de origen francés, cuya casa todavía está en la playa y que da su nombre a la avenida principal de la localidad.
- Julio Palestro Rojas, dirigente político socialista y exgerente general de la Polla Chilena de Beneficencia.
- Enrique Silva Cimma, excanciller.
- Patricio Tombolini, exsubsecretario[48] y expresidente del Partido Radical.
- Clara Solovera (1909-1992), escritora, poetisa y compositora.[49] Solovera dedicó a la localidad su composición musical: "Playas de El Quisco".[50]
- Luis Hernández Parker, periodista y ganador del Premio Nacional de Periodismo.
- Pepo, seudónimo de René Ríos Boettiger, dibujante y creador de Condorito.[51]
- José Perotti, Premio Nacional de Arte.
- Camilo Mori, pintor y diseñador el escudo oficial de la I. Municipalidad de El Quisco.
- Sonia Tschorne, exbiministra de Vivienda, Urbanismo y Bienes Nacionales.
- Osvaldo Puccio, exministro secretario general de Gobierno.
- José Balmes, Premio Nacional de Arte.
- Gracia Barrios, Premio Nacional de Arte.
- Mario Artaza Rouxel, diplomático, académico, investigador y político socialista Chileno, exembajador en el Reino Unido y los Estados Unidos. Master of arts en relaciones internacionales en la Universidad de Virginia, en los Estados Unidos. Con posterioridad cursó un doctorado en la Universidad Americana, del mismo país.

## Ciudades hermanadas
Está en proceso de hermanarse con una ciudad española de Orihuela, ciudad donde nació y vivió el universal poeta español, Miguel Hernández.

## Galería

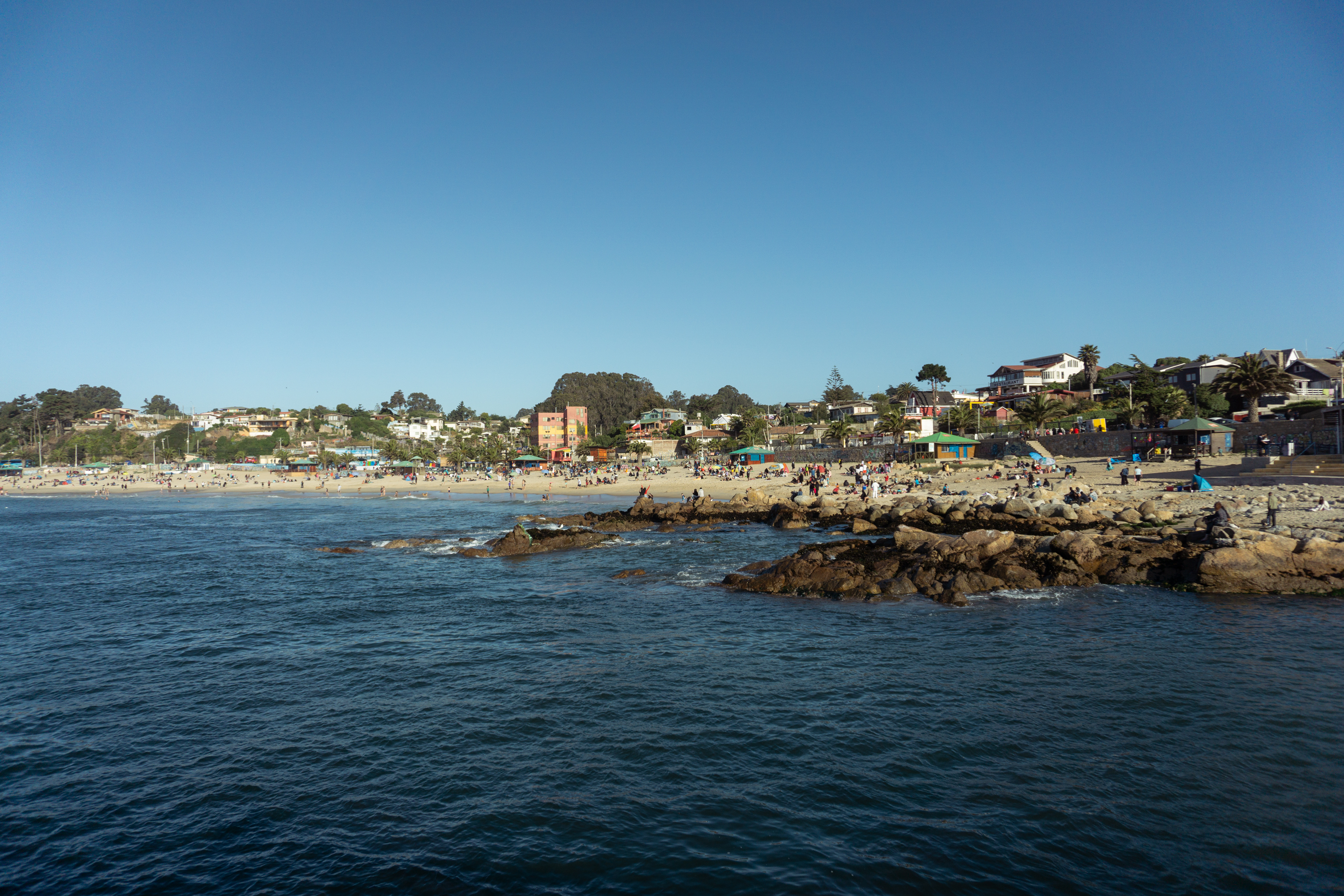
Playa Los Corsarios, El Quisco, Chile.
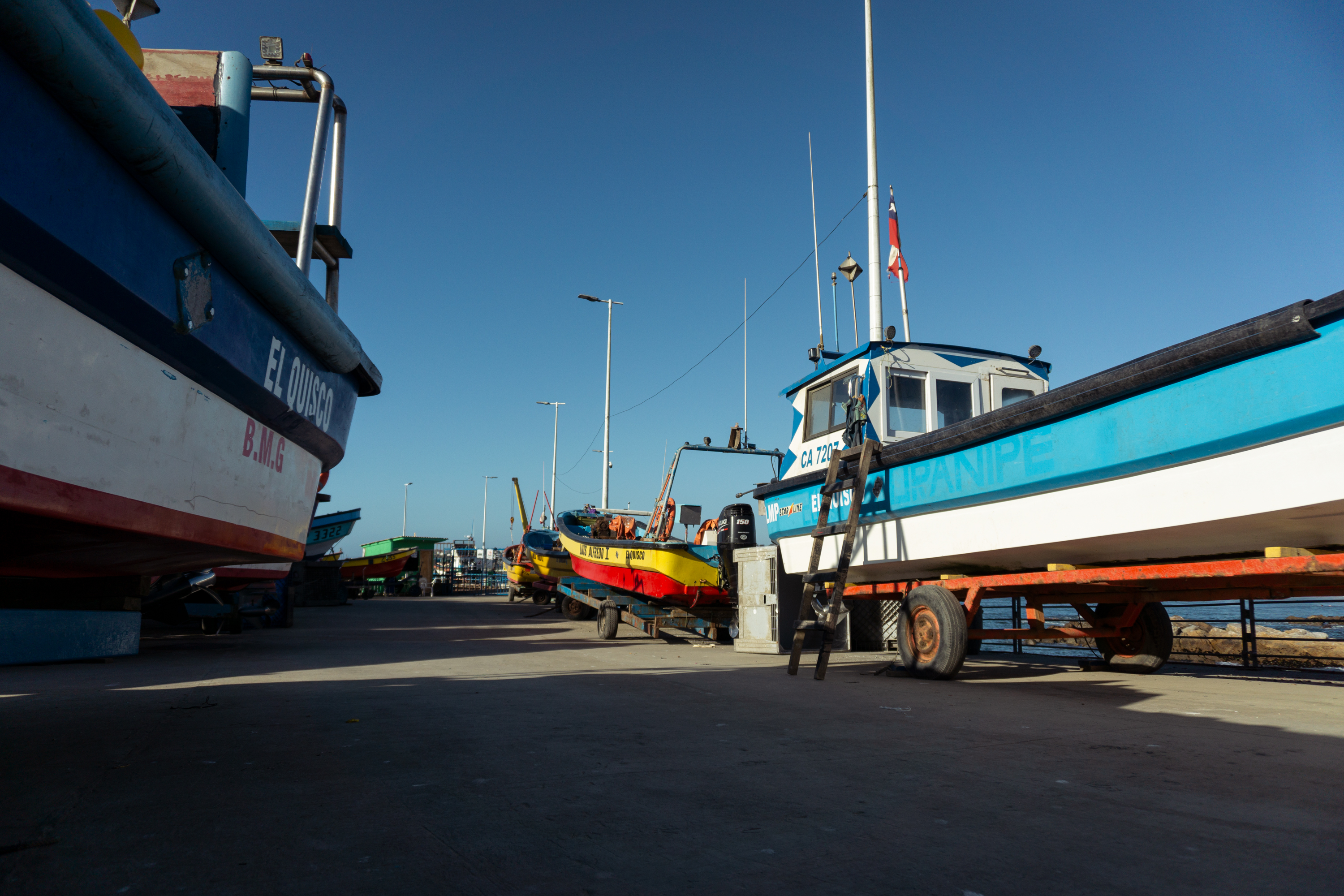
Caleta de pescadores, El Quisco, Chile
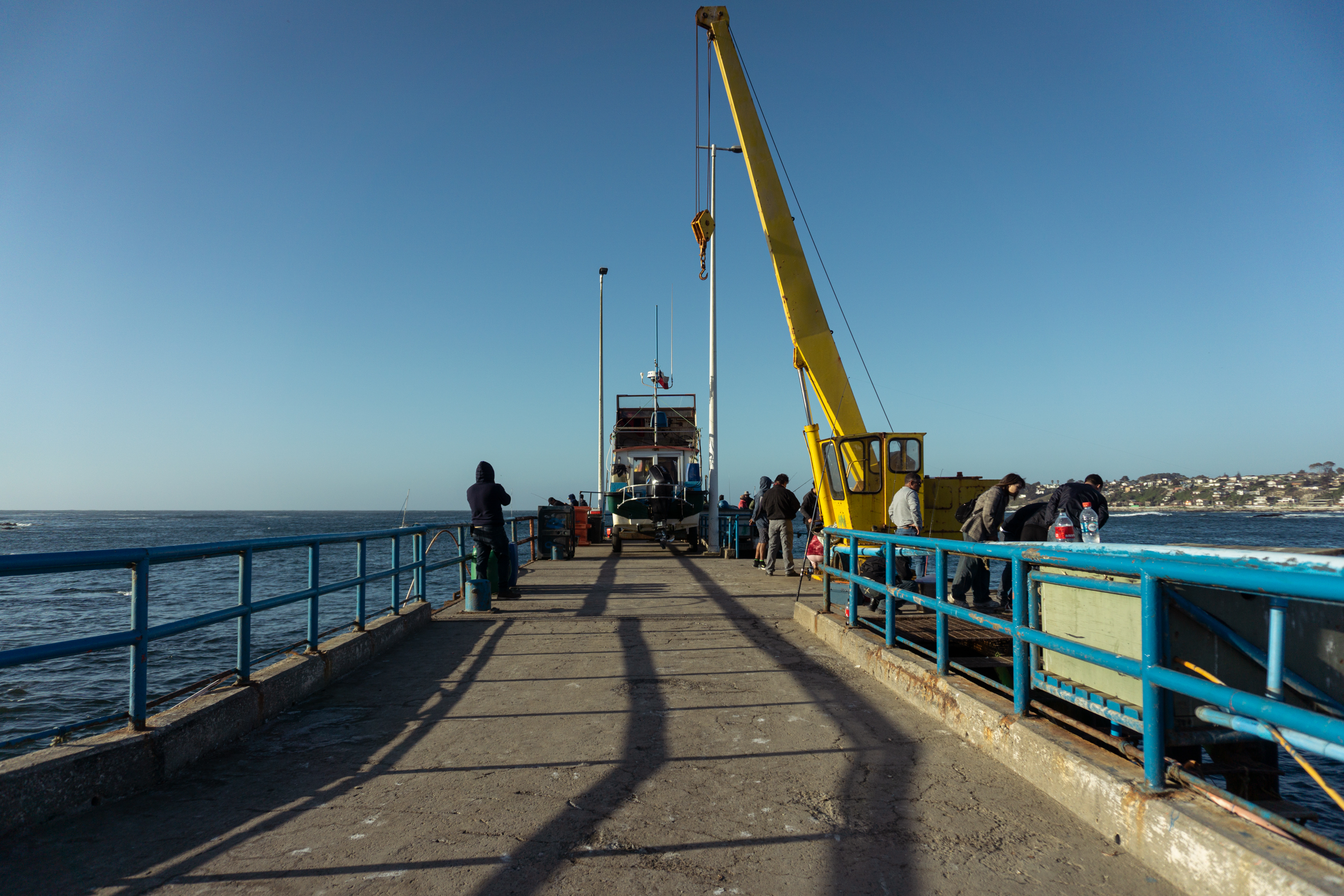
Muelle, El Quisco, Chile